# Medek J. Vince
Medek J. Vince, Medek Vince János (Olomouc, Csehország, 1841. – Budapest, 1900. január 22.) cseh származású magyar építész és építőmester.

## Élete
Medek Vince és Maresch Anna fiaként született. Számos budapesti épületnél működött kivitelezőként (korabeli szóhasználattal építőmesterként), de voltak saját tervezésű, historizáló stílusú munkái is.

## Családja
Felesége Nemecsek Mária Sarolta (1848–1920) volt, Nemecsek Flórián és Csech Erzsébet lánya.
Gyermekei:
- Medek Vince
- Medek Rajmund Gyula (1872–1938) fényképész.
- Medek Alajos (1875–1903)
- Medek Teréz Adolfina Henrika, Rozália (1877–1952)
- Medek Olga Janka (1879–?), férjezett Simon Gyuláné.
- Medek Béla István (1880–1964) gépészmérnök.
- Medek Tibor (1882–1957)
- Medek Anna (1885–1960) opera-énekesnő, férjezett Merkler Andrásné.
- Medek Erzsébet Katalin (1887–?)

## Ismert épületei
- 1873: lakóház, Budapest, Kálmán Imre utca 24.[5][6][7] (1910-ben Schodits Lajos tervei alapján átalakították)[8]
- 1873–1874: lakóház, Budapest, Fiumei út 3.[6][9][10]
- 1886–1888: lakóház, Budapest, Verseny u. 22.-24.[4] – az épületet 2022-ben elbontották[11]
- 1888–1889: lakóház, Budapest, Dózsa György út 10.[12]
- 1888–1889: lakóház, Budapest, Dózsa György út 12.[13]
- 1889: lakóház átalakítása, Budapest, Károly körút 2.[14]
- 1897: Medek-ház, Budapest, Rottenbiller u. 19.
- 1897–1898: Medek-ház, Budapest, Verseny u. 16.[15] – az épületet 2011-ben elbontották[15]

## Képtár

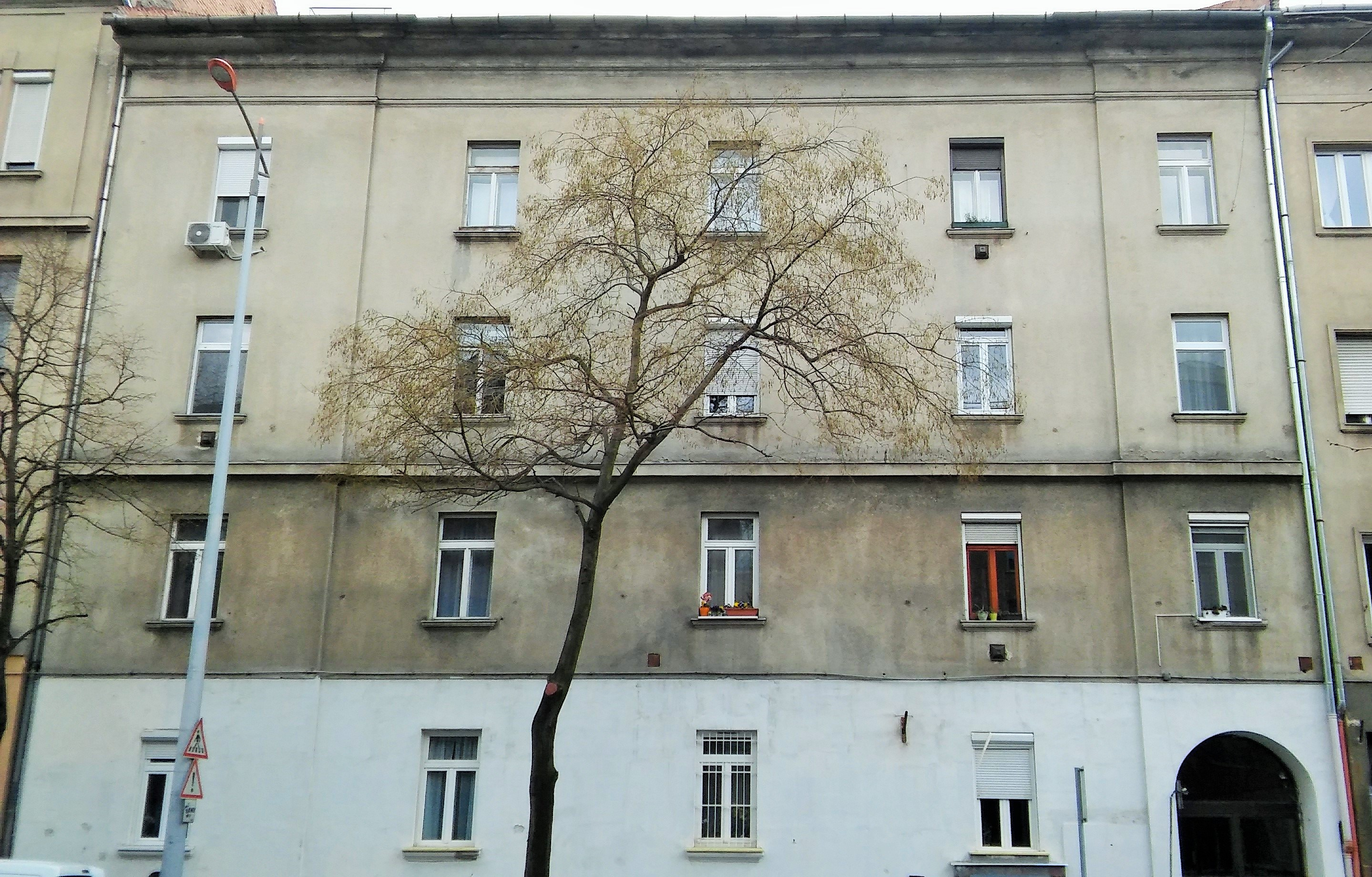
Dózsa György út 10.
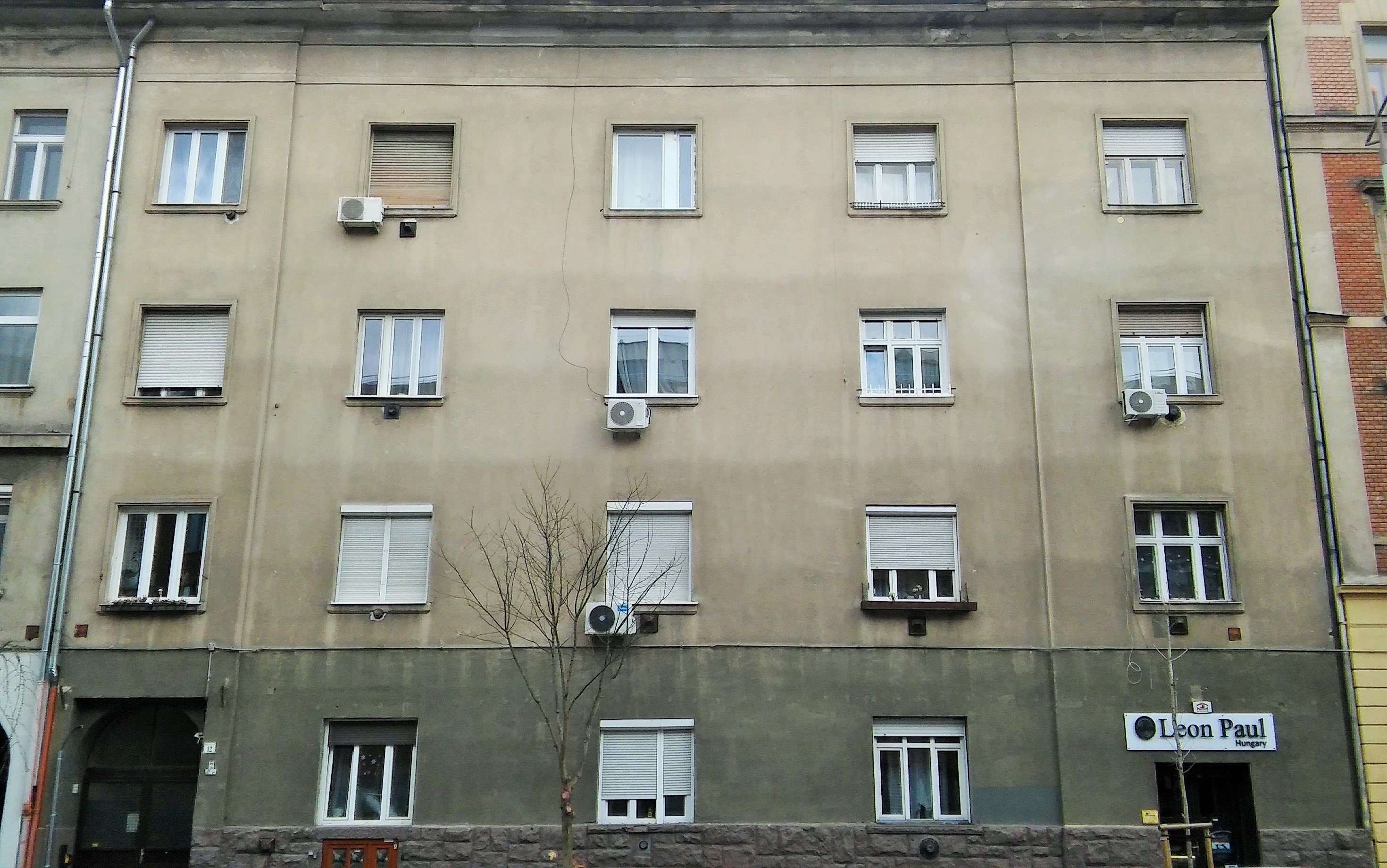
Dózsa György út 12.
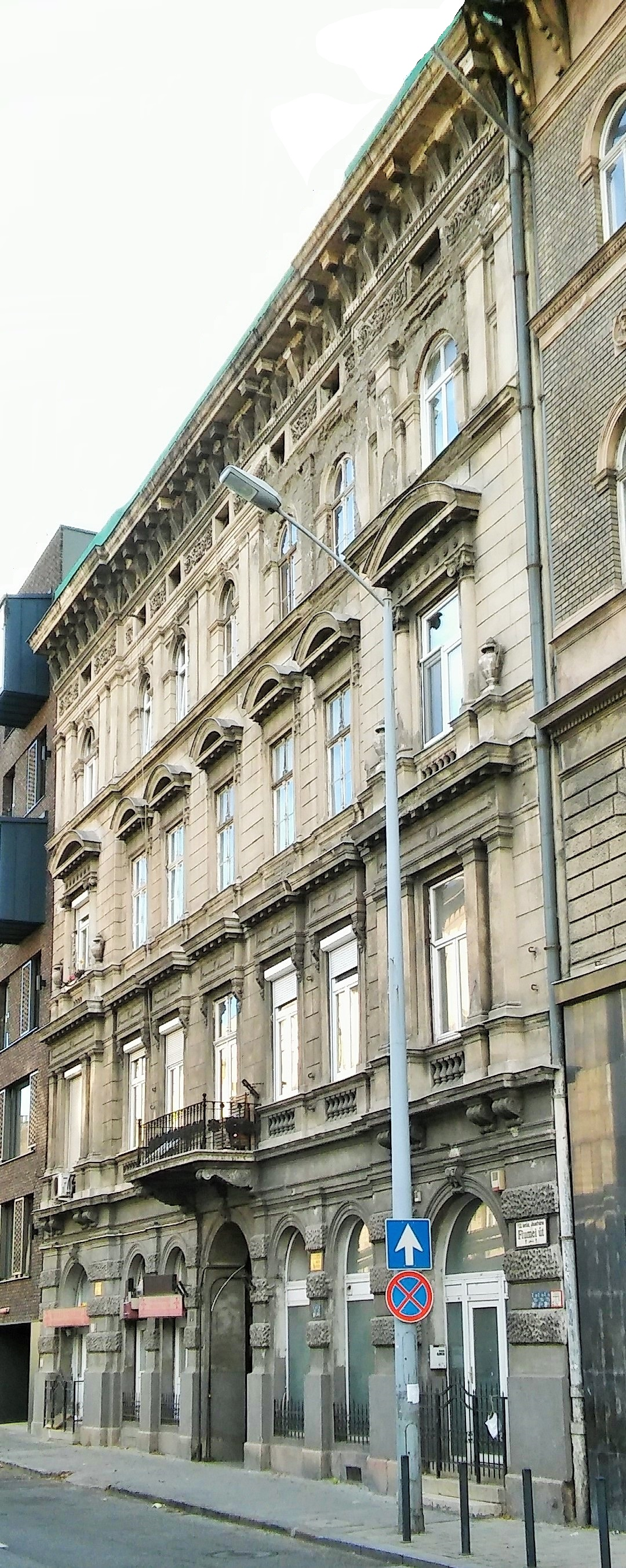
Fiumei út 3.